# Biała (przystanek kolejowy na Ukrainie)
Biała (ukr. Біла, ros. Белая) – przystanek kolejowy w miejscowości Biała, w rejonie tarnopolskim, w obwodzie tarnopolskim, na Ukrainie.